# Juan VII de Oldemburgo
Juan VII de Oldemburgo y Delmenhorst (Oldemburgo, 9 de septiembre de 1540 - Oldemburgo, 12 de noviembre de 1603), llamado "el Constructor de Diques", fue un miembro de la Casa de Oldemburgo y el conde reinante de Oldemburgo desde 1573 hasta su muerte. Sus padres fueron el conde Antonio I de Oldemburgo y Sofía de Sajonia-Lauenburgo.

## Biografía
En 1573, Juan VII heredó el Condado de Oldemburgo de su padre. En 1575, heredó el señorío de Jever de María de Jever, a pesar de las objeciones del conde Edzard II de Frisia Oriental. En 1577, tuvo que conceder los ingresos de Harpstedt, Delmenhorst, Varel y algunos castillos menores a su hermano menor, Antonio II, por un periodo de 10 años. En 1597, el Consejo Áulico ordenó que el Condado de Delmenhorst fuera segregado de Oldemburgo; esta separación duraría hasta 1647.
En 1596, Juan VII intentó construir una presa en el Schwarze Brack, con el propósito de crear un enlace terrestre entre Oldemburgo y Jever. Tuvo que cancelar el proyecto bajo la presión de Edzard II. Juan VII no obstante se ganó el apodo de "constructor de diques" con sus costosos proyectos de recuperación de tierras en Butjadingen y la Bahía de Jade.
Reorganizó la administración y el poder judicial, y modernizó la organización de la Iglesia luterana en Oldemburgo. Su superintendente, Hamelmann, unificó la confesión luterana.
Juan VII murió en 1603 y fue sucedido por su hijo, Antonio Gunter.

## Matrimonio y descendencia
En 1576, Juan VII contrajo matrimonio con Isabel (1541-1612), hija del conde Gunter XL de Schwarzburgo. Juan e Isabel tuvieron seis hijos:
- Juan (1578-1580).
- Ana (1579-1639).
- Isabel (1581-1619).
- Catalina (1582-1644), desposó en 1633 al duque Augusto de Sajonia-Lauenburgo.
- Antonio Gunter (1583-1667), sucesor de su padre como conde de Oldemburgo.
- Magdalena (1585-1657), heredera de Jever. Desposó en 1612 al príncipe Rodolfo de Anhalt-Zerbst.